# Time (Norvegia)
Time este o comună din provincia Rogaland, Norvegia.
Are o suprafață de 183,19 km². Populația este de 19.781 locuitori, determinată în 1 ianuarie 2023, prin Folkeregisteret[*].